# Араужо, Северино
Северино Араужо де Оливейра (порт. Severino Araújo de Oliveira; 23 апреля 1917, Лимуэйру — 3 августа 2012, Рио-де-Жанейро) — бразильский кларнетист, композитор, дирижёр оркестра бразильской традиционной музыки «Оркестр Табажара».
Сын руководителя местного оркестра. Учился у своего отца наряду со своими младшими братьями, четверо из которых в дальнейшем играли в оркестре под его руководством (Мануэл на тромбоне, Плиниу на ударных, Жозе и Жайме на саксофонах). С восьми лет ассистировал отцу в оркестре, с 12-ти играл в отцовском оркестре на кларнете. В 1937 г. поступил кларнетистом в духовой оркестр полиции города Жуан-Песоа. Затем был приглашён в небольшой духовой оркестр под названием «Оркестр Табажара» (порт. Orquestra Tabajara — от названия одного из индейских племён, обитающих в регионе), и уже в 1938 г., после скоропостижной смерти руководителя оркестра, возглавил его. В 1943 г. был призван на годичную военную службу, которую проходил в довольно глухой местности, — в это время была сочинена первая из принесших Араужу популярность мелодия, «Маленькое деревенское шоро» (порт. Um chorinho em Aldeia). По возвращении из армии в следующем году осуществил первые записи как кларнетист и заключил первый контракт со столичной (Рио-де-Жанейро) радиостанцией.
Как бессменный руководитель оркестра записал в общей сложности более 100 дисков — преимущественно с бразильской традиционной музыкой (самба, шоро и т. п.), но также и с классическим репертуаром биг-бенда.